# Конституція Монако
Конституція Князівства — основний закон Монако. Вперше ухвалена у 1911 році після Монегаської революції та суттєво переглянута колегією юристів, серед яких були Жорж Ведель та Проспер Вейль за правління князя Реньє III 17 грудня 1962 року. Окреслює три гілки влади, включаючи кілька адміністративних установ і низку рад, які поділяють дорадчу та законодавчу владу з Князем.
Конституція також визначає лінію успадкування монегаського престолу; цей розділ було змінено 2 квітня 2002 року. Наразі ця зміна є останньою.
За кількістю слів, це найкоротша нині чинна конституція у світі.

## Виконавча влада
Князь залишає за собою вищу виконавчу владу, але головою уряду князівства є державний міністр, який очолює Урядову раду складом 6 членів, допомагає Князю консультувати та відповідає за виконання законів.
Місцевими справами князівства (тобто управління чотирма кварталами Монако-Віль, Ла-Кондамін, Монте-Карло та Фонв'єй) керує Комунальна Рада, яка складається з п'ятнадцяти обраних членів і очолюється мером.

## Законодавча влада
Згідно з Конституцією 1962 року, Князь ділить свою законодавчу владу з однопалатною Національною Радою, законодавчим органом князівства. Хоча вона є незалежною від князя і може діяти всупереч його бажанням, його підпис є обов'язковим для підтвердження будь-якого запропонованого нею закону.

## Судова влада
Судова влада належить князю, який делегує судові процедури різним судам, які здійснюють правосуддя від його імені. Незалежність суддів гарантується Конституцією. Верховний Суд Монако складається з п'яти головних членів і двох помічників суддів, яких призначає Князь на основі кандидатур від Національної Ради та інших урядових установ. Верховний Суд є найвищим з апеляцій, а також він має право тлумачити Конституцію, коли це необхідно. Правова система Монако, тісно пов'язана з французькою, побудована за зразком Кодексу Наполеона.